# Ballin' (Mustard e Roddy Ricch)
Ballin' è un singolo del produttore musicale statunitense Mustard e del rapper statunitense Roddy Ricch, pubblicato il 20 agosto 2019 come terzo estratto dal terzo album in studio di Mustard Perfect Ten.
È stato candidato nella categoria di miglior collaborazione con un artista rap ai Grammy Awards 2020.

## Descrizione
Nona e penultima traccia dell'album, Ballin', che appartiene al genere hip hop, è stato scritto dagli stessi due artisti con Danielle Jones, Ermias Joseph Asghedom, Justus Alexander West e Shah Rukh Zaman Khan, ed è stato prodotto da Mustard. Contiene un campionamento di Get It Togheter, canzone del gruppo musicale femminile 702 del 1996.

## Accoglienza
Ballin' è stato recensito perlopiù positivamente da parte della critica musicale. Charles Holmes di Rolling Stone l'ha chiamato un «concorrente per la canzone dell'anno», mentre Complex e Billboard l'hanno definito un «brano eccezionale». Pitchfork, invece, l'ha incluso nella propria lista dei migliori brani hip hop del 2019, dichiarando che è «il pezzo forte di Perfect Ten.»

## Video musicale
Il video musicale è stato reso disponibile il 2 ottobre 2019.

## Formazione
- Roddy Ricch – voce
- Mustard – produzione, missaggio
- GYLTTRYP – co-produzione
- Justus West – produzione aggiuntiva
- Dave Kutch – mastering
- David Pizzimenti – missaggio, registrazione

## Successo commerciale
Nella Billboard Hot 100 statunitense Ballin' è diventata la quarta top fourty di Ricch ad allora, raggiungendo l'11ª posizione. Ha invece raggiunto la vetta della Rhythmic Songs, diventando la seconda numero uno di Mustard e la prima di Ricch.

## Classifiche

### Classifiche settimanali
| Classifica (2020) | Posizione massima |
| ----------------- | ----------------- |
| Belgio (Fiandre)  | 68                |
| Canada            | 34                |
| Grecia            | 55                |
| Irlanda           | 48                |
| Lituania          | 76                |
| Paesi Bassi       | 98                |
| Portogallo        | 30                |
| Regno Unito       | 37                |
| Stati Uniti       | 11                |

### Classifiche di fine anno
| Classifica (2020) | Posizione |
| ----------------- | --------- |
| Canada            | 83        |
| Portogallo        | 98        |
| Stati Uniti       | 25        |